# Яценюк Петро Іванович
Петро Іванович Яценюк (нар. 12 липня 1941, с. Кострижівка, Заставнівський район, Чернівецька область — 17 жовтня 2019, м. Чернівці) — український історик, кандидат історичних наук, доцент. Батько політика Арсенія Яценюка. Заслужений працівник освіти України.

## Життєпис
Народився 12 липня 1941 року в с. Кострижівка, нині Заставнівський район, Чернівецька область.
У 1968 році закінчив історичний факультет Чернівецького університету.
У 1988 році захистив кандидатську дисертацію, до 2002 року працював заступником декана історичного факультету Чернівецького університету.
Тематика наукових досліджень: профспілковий рух Радянської України.
Помер 17 жовтня 2019 року у віці 78 років у Чернівцях. Був похований 21 жовтня на Чернівецькому центральному цвинтарі.